# Baicalobdella torquata
Baicalobdella torquata är en ringmaskart som först beskrevs av Grube 1871.  Baicalobdella torquata ingår i släktet Baicalobdella och familjen fiskiglar. Inga underarter finns listade i Catalogue of Life.